# Cirth
Les cirth (« runes », prononcé /kirθ/) sont un alphabet runique inventé par J. R. R. Tolkien qui apparaît dans ses ouvrages sur la Terre du Milieu, notamment Le Seigneur des anneaux. Cirth est un pluriel, une rune seule est une certh (/kɛrθ/).

## Histoire interne
L'alphabet original, le Certhas Daeron, est conçu par l'elfe Daeron de Doriath, ménestrel du roi Thingol, à une date incertaine avant la fondation de Menegroth. Destiné à graver des noms ou de brefs textes sur le bois ou la pierre, il est peu usité par les Sindar, mais les Nains de Nogrod et Belegost l'adoptent rapidement, « [tenant] Daeron en plus grande estime que ne faisaient les Sindar, son propre peuple ». Grâce à eux, les cirth franchissent les Montagnes Bleues et sont, au fil du temps, repris par divers peuples qui les adaptent à leurs besoins ; parmi eux, les ancêtres des habitants de Dale et des Rohirrim — d'où les « runes ramifiées » qui apparaissent sur le sol de pierre du château de Meduseld, en Rohan.
Le retour des Ñoldor en Terre du Milieu voit l'arrivée des tengwar, alphabet conçu par Fëanor en suivant des règles phonétiques rigoureuses. Cela incite Daeron à améliorer son propre alphabet, introduisant des règles systématiques pour la dérivation de nouveaux caractères. Cette nouvelle version des cirth est appelée Angerthas Daeron. Cependant, les Elfes dédaignent presque tous les cirth au profit des tengwar.
Au Second Âge, les derniers Elfes à employer l'alphabet de Daeron sont les Ñoldor d'Eregion. C'est à travers leurs rapports commerciaux avec ces derniers que les Nains de la Moria découvrent les cirth et les adoptent. Ils procèdent à leur tour à des modifications qui font perdre à l’Angerthas le caractère systématique que lui a apporté Daeron ; cette variante, appelée Angerthas Moria, est celle employée sur la tombe de Balin. Elle connaît quelques ajustements après l'abandon de la Moria par les Nains et leur installation sous la Montagne Solitaire, produisant une dernière variante, l’Angerthas Erebor, utilisée par les rédacteurs du Livre de Mazarbul.

## Histoire externe
Plusieurs lettres sont inspirées du futhark, un alphabet runique ayant réellement existé, mais à aucun moment leurs sons ne coïncident. En fait, le système qui attribue un son aux runes est bien plus strict dans les cirth que dans les runes historiques (du moins dans l’Angerthas Daeron) : par exemple, les lettres voisées sont marquées d'un trait vertical.
Dans Le Hobbit, les inscriptions runiques portées sur la carte de Thrór ne sont pas en cirth, mais en runes anglo-saxonnes. Tolkien ne semble avoir commencé à élaborer les cirth qu'après la publication du Hobbit, mais avant le début de la rédaction du Seigneur des anneaux, vers 1937-1938. Christopher Tolkien a reproduit et brièvement analysé la poignée de pages subsistant de cette époque concernant les cirth dans son livre The Treason of Isengard (1989).

## Tableau
Le tableau des Angerthas « longues lignes runiques » est donné dans l'Appendice E au Seigneur des anneaux.
| 1  |  | 16 |  | 31 |  | 46 |  |
| 2  |  | 17 |  | 32 |  | 47 |  |
| 3  |  | 18 |  | 33 |  | 48 |  |
| 4  |  | 19 |  | 34 |  | 49 |  |
| 5  |  | 20 |  | 35 |  | 50 |  |
| 6  |  | 21 |  | 36 |  | 51 |  |
| 7  |  | 22 |  | 37 |  | 52 |  |
| 8  |  | 23 |  | 38 |  | 53 |  |
| 9  |  | 24 |  | 39 |  | 54 |  |
| 10 |  | 25 |  | 40 |  | 55 |  |
| 11 |  | 26 |  | 41 |  | 56 |  |
| 12 |  | 27 |  | 42 |  | 57 |  |
| 13 |  | 28 |  | 43 |  | 58 |  |
| 14 |  | 29 |  | 44 |  |    |  |
| 15 |  | 30 |  | 45 |  | &  |  |

## Usage après Tolkien
La pochette de l'album Broadsword and the Beast de Jethro Tull (1982), réalisée par Iain McCaig, présente une bordure rédigée en cirth, reprenant une partie des paroles de la chanson Broadsword présente sur l'album.